# Phatnomatini
Tribu
Synonymes
- Phatnomini Drake & Davis, 1960[1]

Les Phatnomatini (ou Phatnomini, synonyme parfois utilisé) sont une tribu de punaises-dentelle, insectes hémiptères hétéroptères de la famille des Tingidae, répartis dans les régions tropicales du globe, et qui compte une centaine d'espèces.

## Description
Dans la définition initiale de Carl John Drake et Norman T. Davis (d) (1960), les Phatnomatini sont caractérisés d'abord par l'absence d'« aire sténocostale », fine bande le long du bord de l'hémélytre, entre la marge et la veine subcostale, avec une série de petites aréoles, en marge de la zone costale, et ensuite par des clavus (partie intérieure de la corie, contigue au scutellum) entièrement découverts,. Selon l'étude ultérieure de Barbara Lis (d) en 1999, ils se distinguent en outre des Cantacaderinae par des aréoles de taille variable, parfois très grandes (elles sont petites chez les Cantacaderinae), la présence d'une pseudospermathèque chez la femelle (poche pour recevoir et stocker les spermatozoïdes), et l'abdomen avec une double série de sclérites entre les tergites et les sternites. À l'égard des autres Tinginae, les Phatnomatini se caractérisent par la présence d'une épine sur le clypéus, et par une marge postérieure du pronotum droite (une caractéristique retrouvée uniquement chez les Vianaidinae). 

## Biologie
Comme les autres punaises-dentelles, les Phatnomatini sont phytophages, mais leur biologie reste par ailleurs mal connue.

## Répartition
Les Phatnomatini ont une répartition principalement tropicale, avec la plus grande diversité en Afrique tropicale, dans les régions indomalaise, et néotropicales,,. On rencontre également quelques espèces dans la région australasienne, et une jusque dans le Pacifique. Seules six espèces se rencontrent dans le Paléarctique, mais aucune en Europe, ni dans la zone néarctique. 

## Systématique
La tribu des « Phatnomini » est établie (à partir du nom de genre Phatnoma) par Carl J. Drake et par Norman T. Davis (d) en 1960 dans leur monographie sur les Tingidae. Elle est alors considérée comme une tribu au sein des Cantacaderinae. Richard C. Froeschner modifie le nom en « Phatnomatini » en 1981, et reprend, en 1996, la définition initiale dans son ouvrage sur les Tingidae du monde en 1996. 
En 1999, Barbara Lis (d) mène une analyse phylogénétique approfondie, et conclut que les Phatnomatini doivent être séparés des Cantacaderinae (qu'elle considère au niveau familial) et inclus dans les Tinginae (également considérés comme une famille). Éric Guilbert (d) (2012) confirme ce positionnement, tout en leur maintenant le statut de tribu. 
Les Phatnomatini comprennent 28 genres décrits, avec un peu moins d'une centaine d'espèces. Plusieurs noms de genres sont formés avec le suffixe -cader, datant du temps où ils étaient compris dans les Cantacaderinae, pour marquer leur appartenance à ce groupe.

### Fossiles

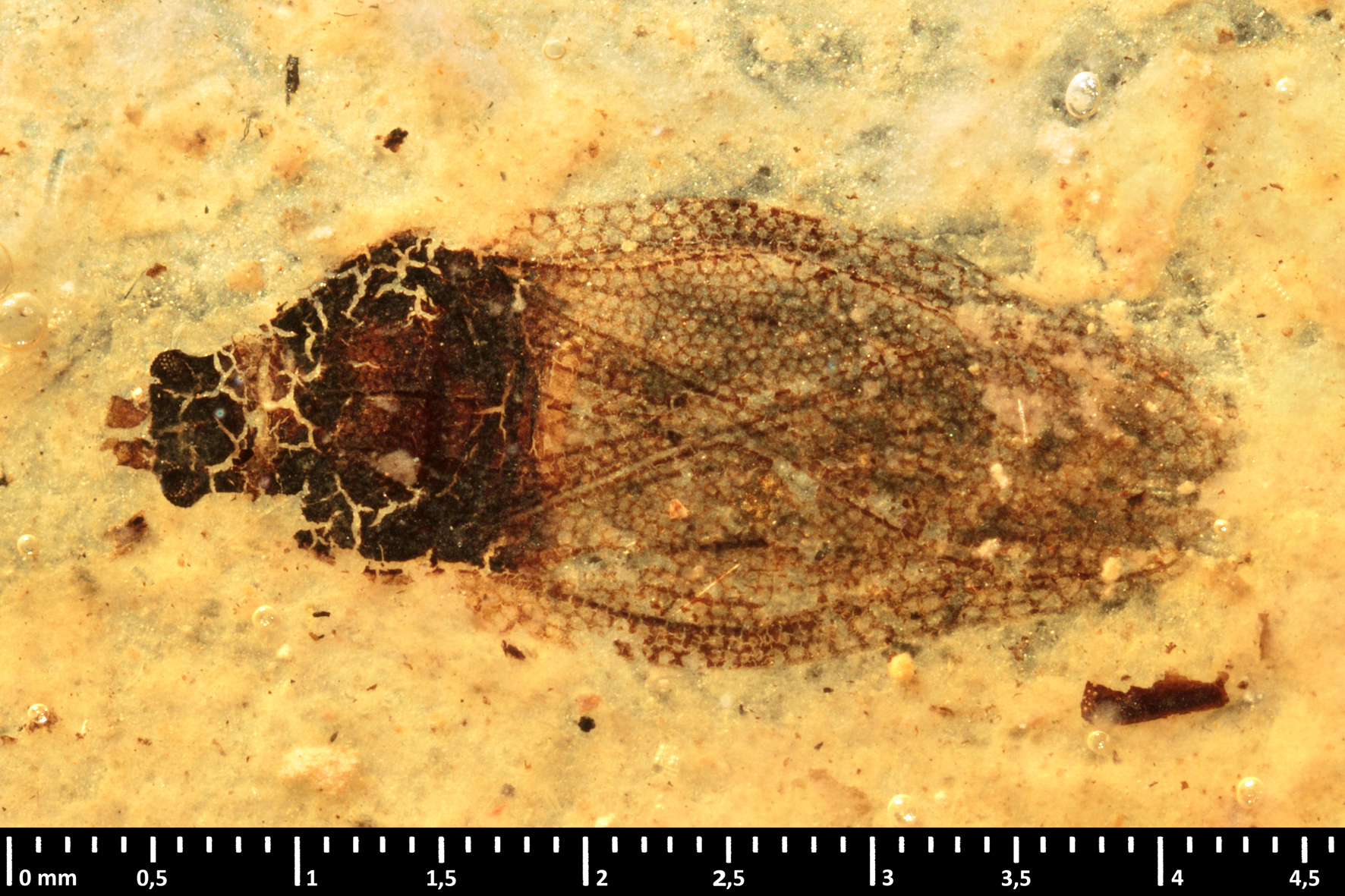
Fossile de Miotingis cantalensis, retrouvé en France (Cantal).

De nombreux fossiles de Phatnomatini ont été découverts, pour un total de plus de vingt espèces. Certains appartiennent à des genres encore actuels (Eocader, Phatnoma et Sinalda), remontant au Priabonien (fin de l'Éocène, −38 et −34 millions d'années), et retrouvés en Russie, en Ukraine, en République dominicaine et à Madagascar. D'autres sont attribués à pas moins de dix genres éteints. La plus ancienne, trouvé dans l'ambre birman remonte au Cénomanien (Crétacé supérieur, env −99 millions d'années), la suivante à l'Yprésien (Éocène, entre −56 et −48 millions d'années), retrouvée en France, et les autres ont été découverts en Allemagne, Russie, en Grande-Bretagne, en Ukraine et en France, montrant une répartition d'alors dans les contrées européennes dont ils ont disparu aujourd'hui.

### Liste des genres
Selon BioLib (5 août 2023), complété à partir de Wang et al. (2021) :
- genre Alloeoderes Drake, 1961
- genre Angiocader Drake, 1950
- genre Astolophos Distant, 1904
- genre Cnemiandrus Distant, 1902
- genre Cyclotynaspis Montandon, 1892
- genre Daillea Péricart, 1991
- genre Distocader Froeschner, 1968
- genre Eocader Drake & Hambleton, 1934
- genre Etesinalda Froeschner, 1996
- genre Exulmus Froeschner, 1996
- genre Gonycentrum Bergroth, 1898
- genre Indocader Péricart, 1981
- genre Jingicoris C.R. Li & L.Y. Zheng, 2002
- genre Microcader Péricart, 1981
- genre Minitingis Barber, 1954
- genre Oranoma Drake, 1951
- genre Pampacader Carpintero & Montemayor, 2005
- genre Paraphatnomella Lis, 2000
- genre Phatnocader Štusák, 1976
- genre Phatnoma Fieber, 1844
- genre Phatnomella Péricart, 1981
- genre Plesionoma Drake, 1950
- genre Pseudacalypta Péricart, 1983
- genre Pullocader Péricart, 1991
- genre Sinalda Distant, 1904
- genre Taphnoma Péricart, 1991
- genre Thaicader Péricart, 1991
- genre Ulmus Distant, 1904
- genre Zetekella Drake, 1944
- genre †Ambarcader Perrichot, Nel, Guilbert & Néraudeau, 2006
- genre †Exmesselensis Wappler, 2003
- genre †Intercader Golub & Popov, 1998
- genre †Latidorsum Wang, Tang & Yao, 2021
- genre †Miotingis Nel, 1992
- genre †Parasinalda Heiss & Golub, 2013
- genre †Parazetekella Nel, Waller & de Ploég, 2004
- genre †Spinitingis Heiss & Guilbert, 2013
- genre †Tingicader Golub & Popov, 1998
- genre †Weitschatiella Heiss, 2002

## Galerie

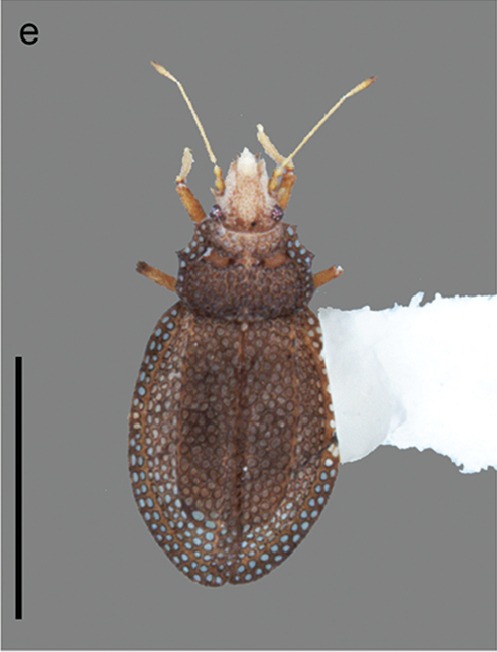
Minitingis minusculus, espèce des Bahamas et de Cuba.
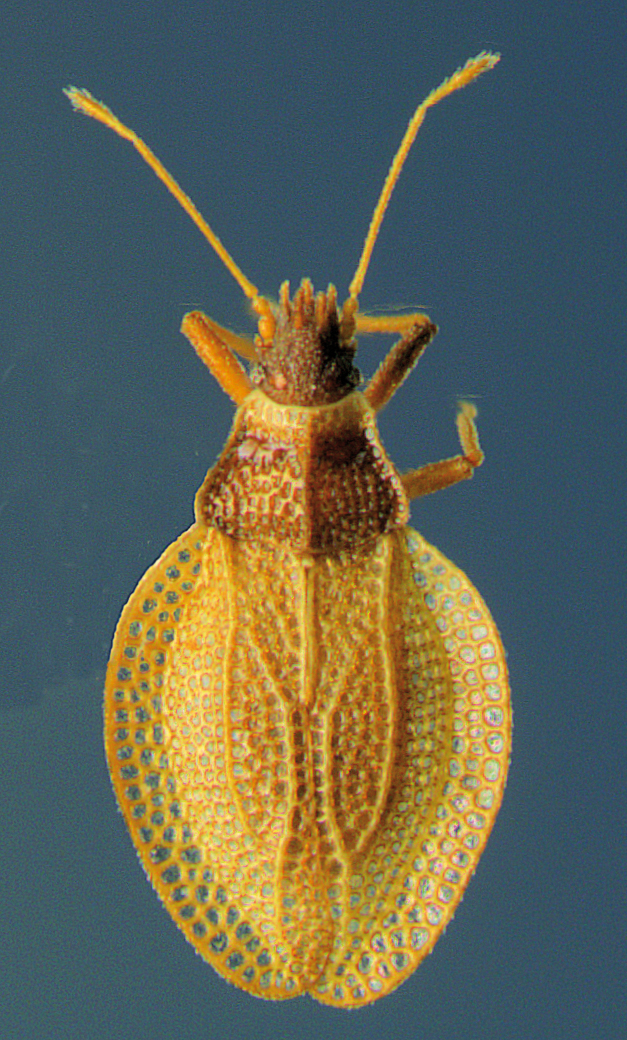
Zetekella caroli, espèce du Surinam.
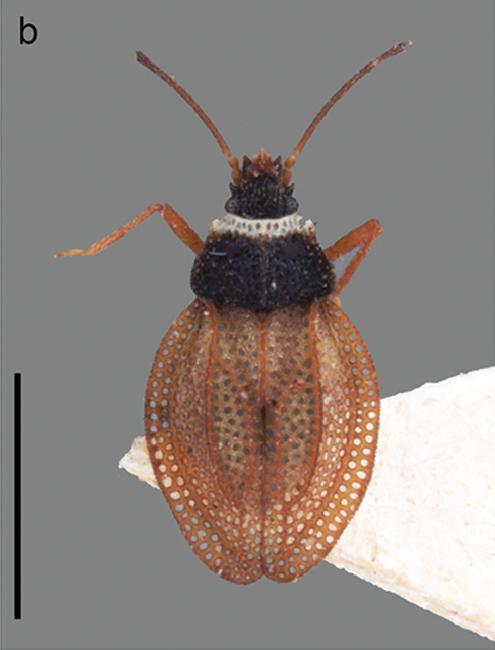
Zetekella pulla, espèce du Brésil.
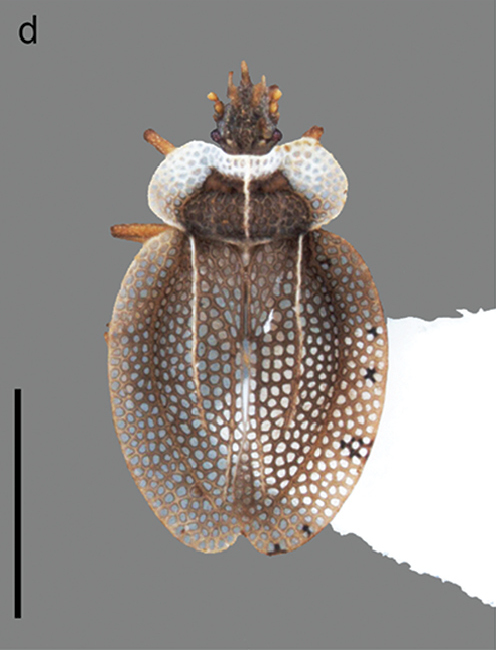
Zetekella zeteki espèce de Panama et du Costa-Rica.